# Нивище (Тверская область)
Нивище (карел. Novišči) — деревня в Вышневолоцком городском округе Тверской области.

## География
Находится в центральной части Тверской области на расстоянии приблизительно 24 км по прямой на восток от города Вышний Волочёк.

## История
Была отмечена на карте 1825 года. В 1859 году здесь (деревня Вышневолоцкого уезда) было учтено 9 дворов. До 2019 года входила в состав ныне упразднённого Дятловского сельского поселения Вышневолоцкого муниципального района.

## Население
Численность населения составляла 54 человека (1859 год), 5 (русские 100 %) в 2002 году, 1 в 2010.